# 街坊福利會

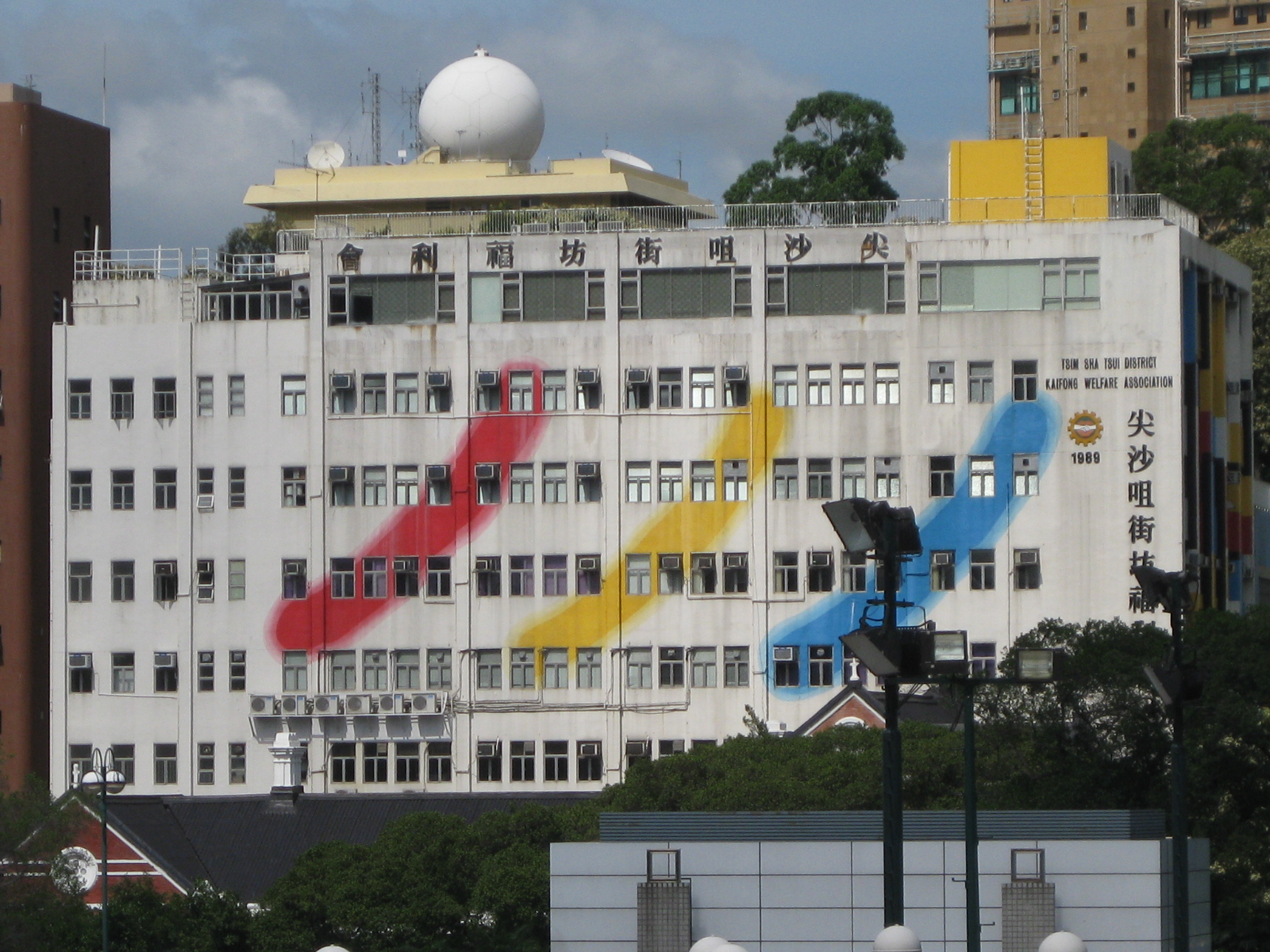
尖沙咀街坊福利會

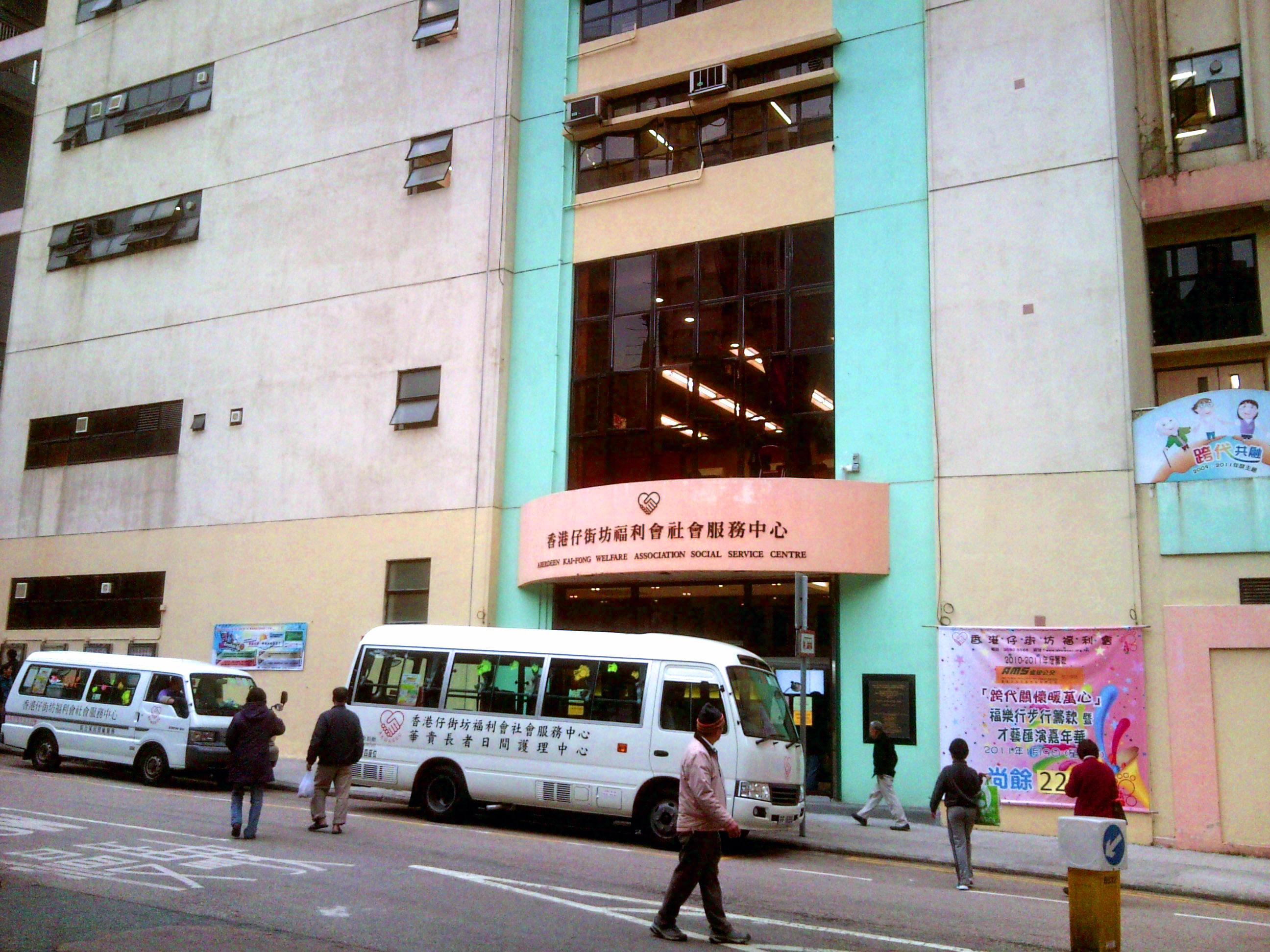
香港仔街坊福利會

街坊福利會（英語：Kaifong Welfare Association）是香港传统的互助组织，自1949年开始在香港出现，由当时的民政处协助下建立，初期街坊福利會為街坊及當區居民提供贈醫贈藥、施棺派米、贈衣義學及免費留產等有關濟貧之福利工作，現在街坊福利會則主要舉行各式文娛活動，提供場地及服務於區內老幼及青少年，及協助政府推行各項公益措施。

## 列表
- 西環街坊福利會
- 中區街坊福利會
- 香港仔坊會
- 柴灣區街坊福利會
- 長沙灣街坊福利會
- 李鄭屋邨街坊福利會
- 美孚荔灣街坊會
- 石硤尾街坊福利會
- 土瓜灣街坊福利會
- 牛頭角街坊福利會
- 南山區街坊福利會
- 竹園平房區街坊福利委員會

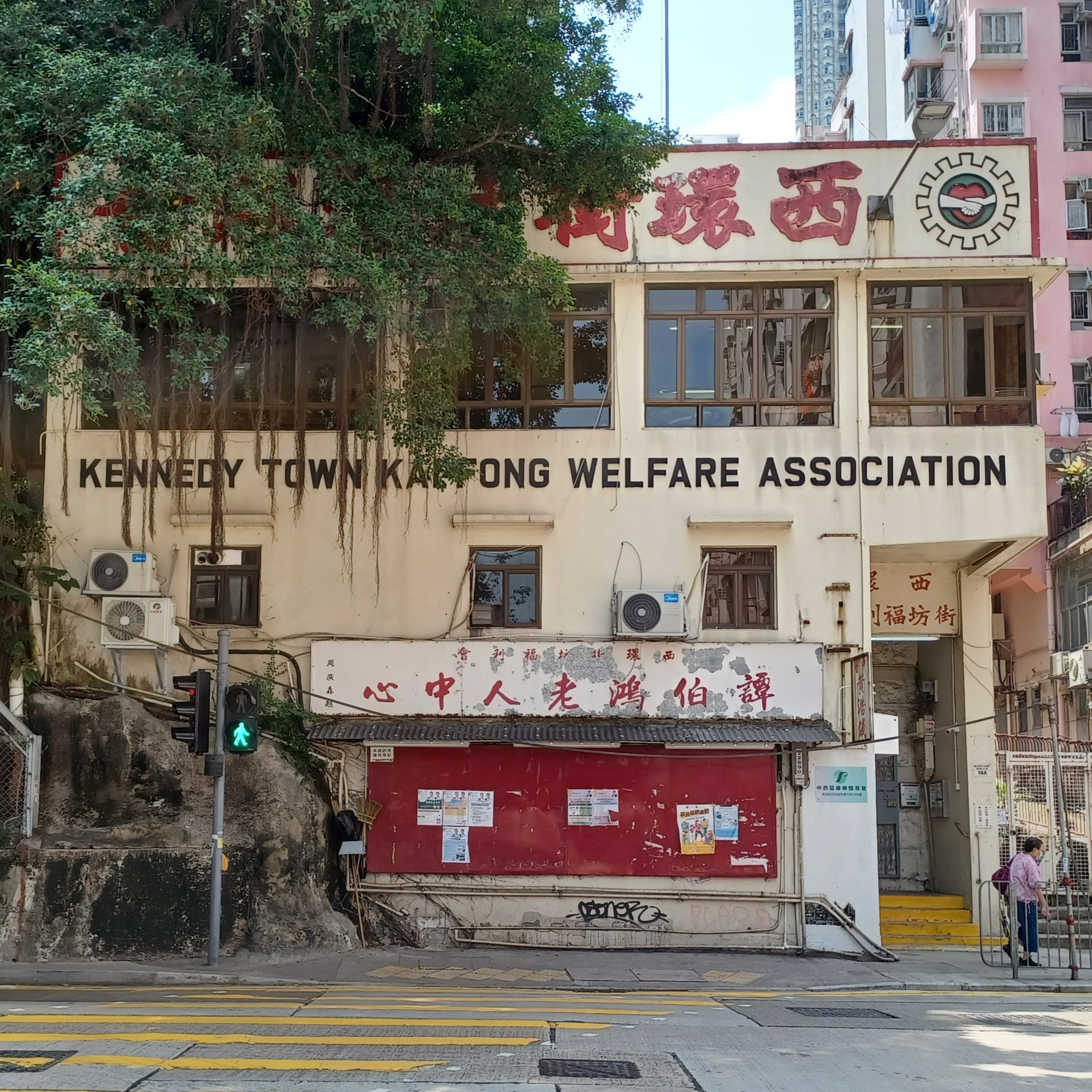
西環街坊福利會

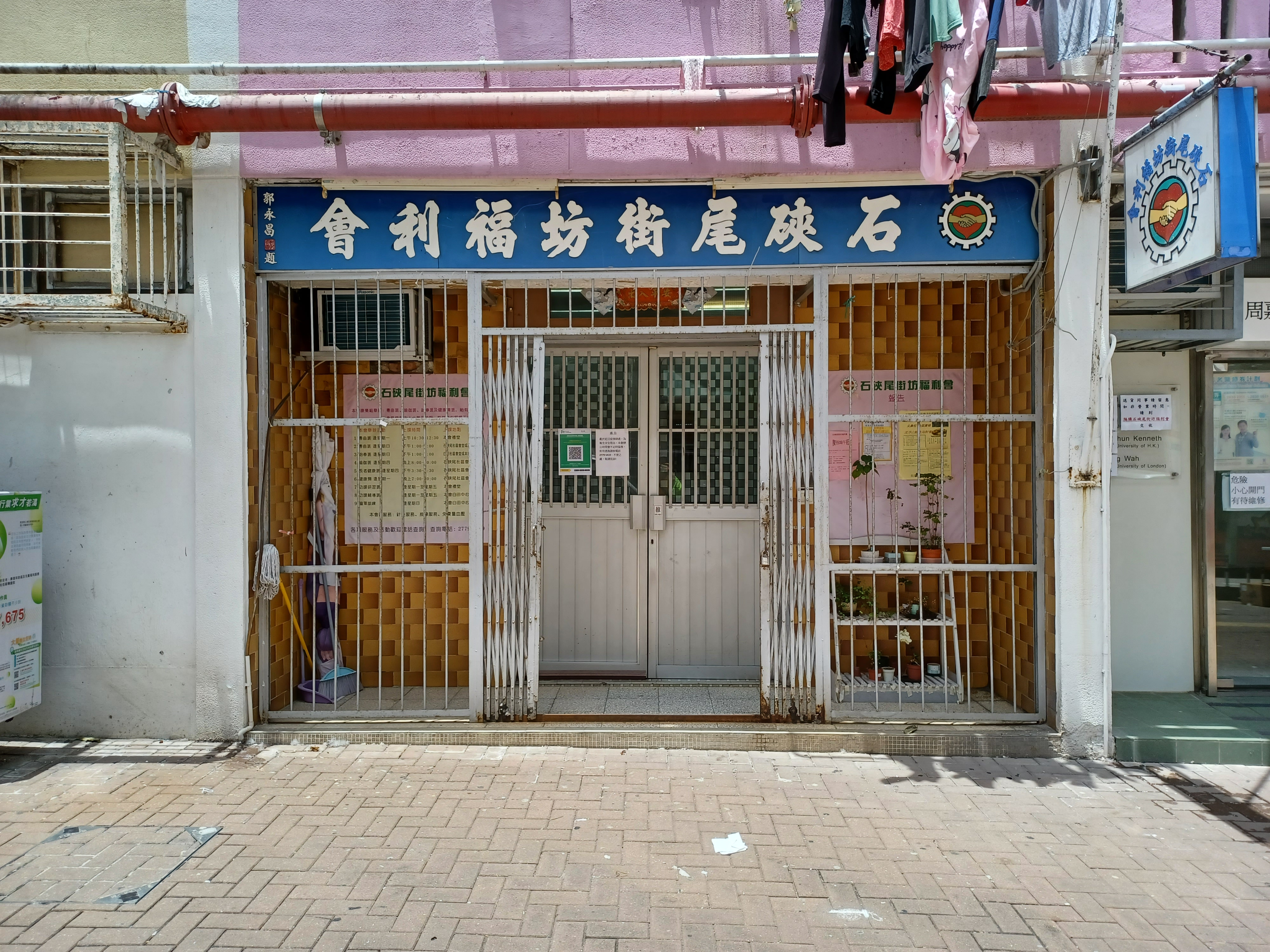
石硤尾街坊福利會

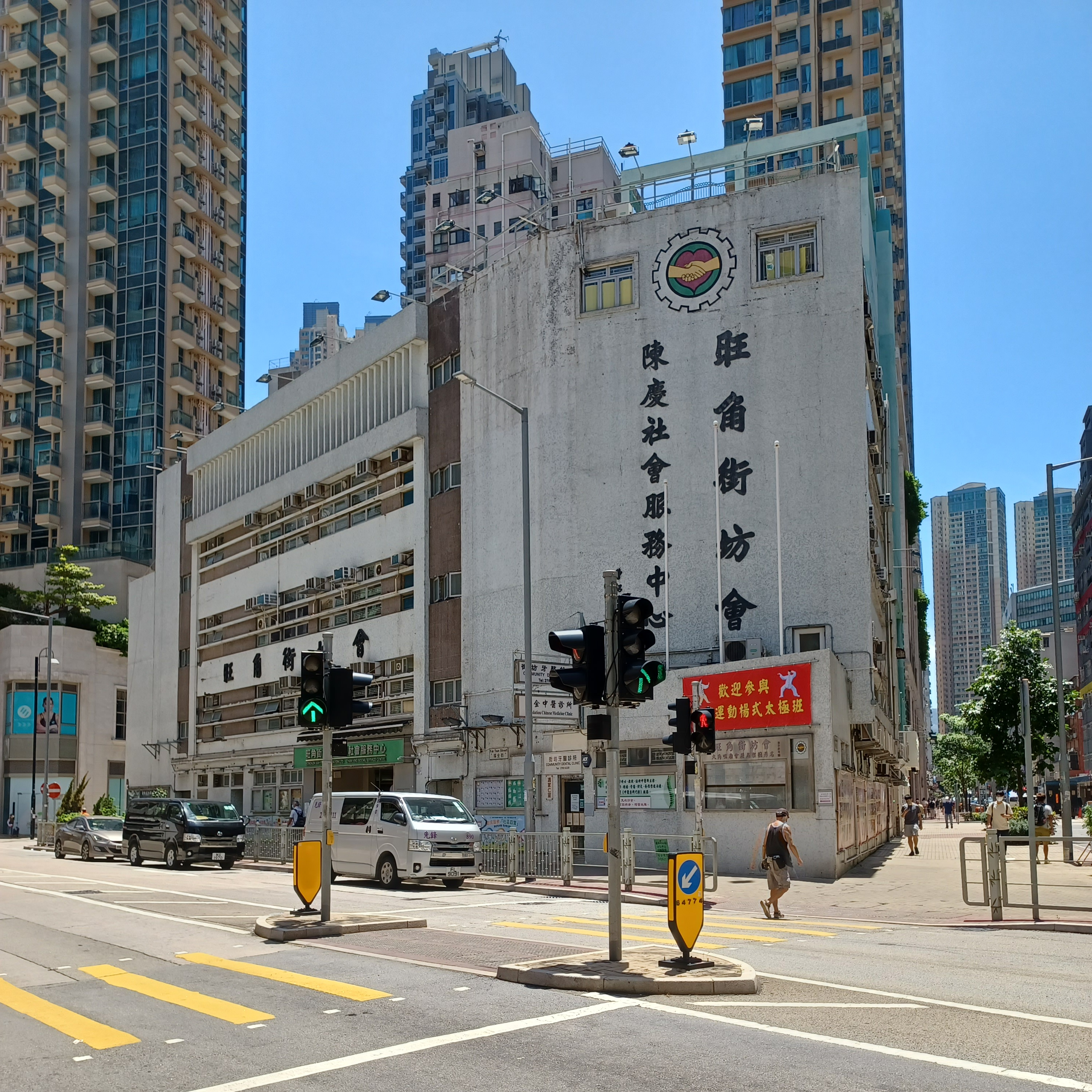
旺角街坊福利會陳慶社會服務中心

- 旺角街坊會（1951年成立） （页面存档备份，存于）
- 大坑街坊福利會
- 跑馬地鵝頸橋街坊福利會
- 灣仔區街坊福利會
- 尖沙咀街坊福利會（1953年成立）
- 橫頭磡安置區街坊福利會
- 油麻地街坊福利事務促進會（1950年成立）
- 九龍城街坊福利會
- 深水埔街坊福利事務促進會
- 獅子山六村街坊福利會
- 大窩口邨街坊福利會
- 紅磡三約街坊會[1]
- 佐敦谷街坊福利會 (1967年成立)
- 藍田街坊福利會
- 荃灣街坊福利會
- 葵涌街坊福利會
- 深井潮州街坊福利會
- 北角區街坊福利事務促進會
- 銅鑼灣街坊福利促進會
- 筲箕灣街坊福利事務促進會
- 摩星嶺街坊福利會
- 鯉魚門街坊會
- 赤柱街坊福利會
- 慈雲山街坊福利會